# 크레멘추크호

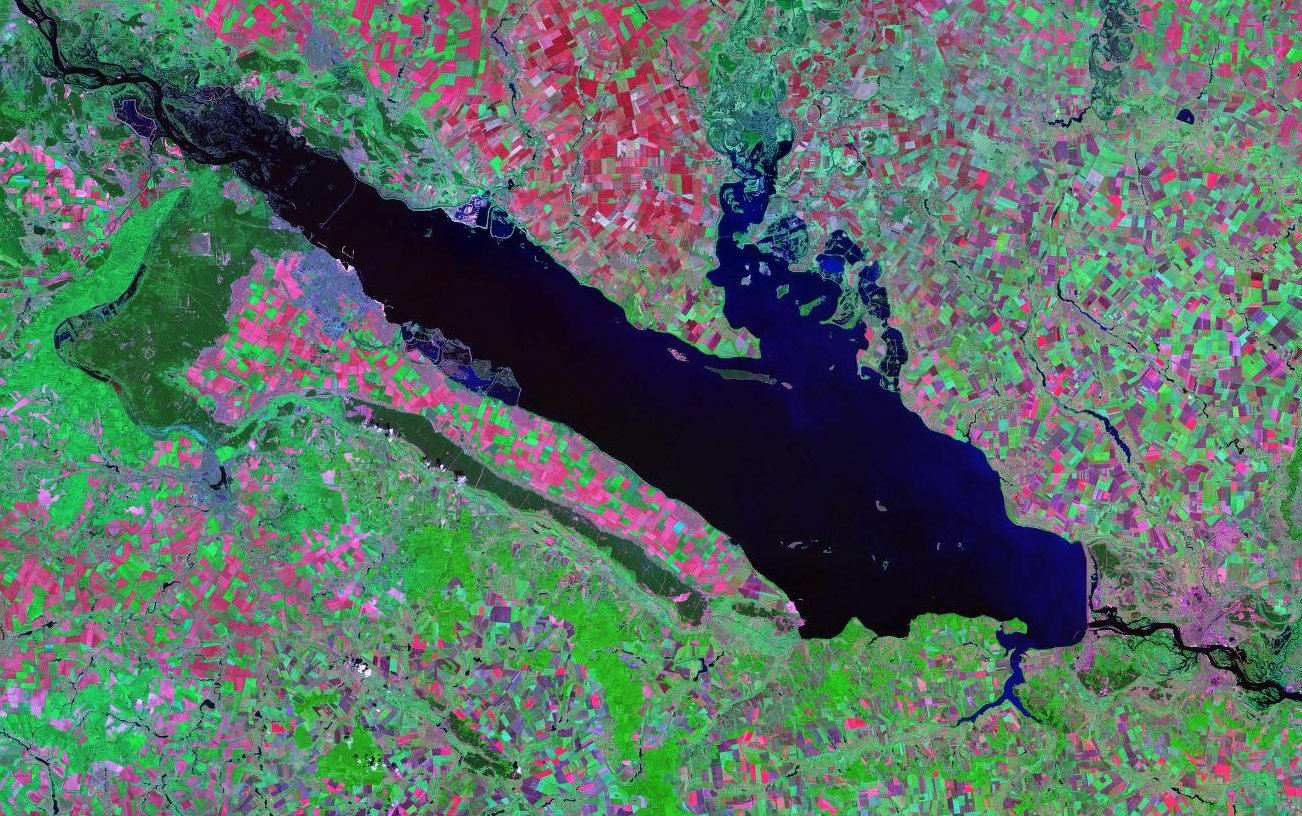
크레멘추크호의 위성 사진

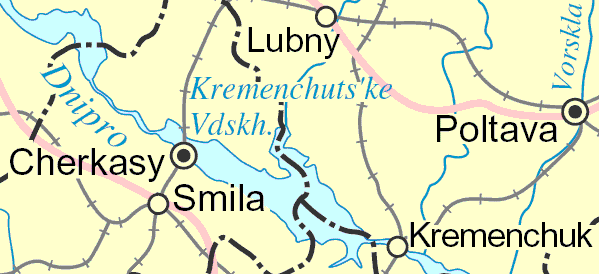
크레멘추크호의 지도

크레멘추크호(Кременчуцьке водосховище)는 우크라이나에 있는 저수지로 드니프로강의 호수 중 최대 크기다. 크레멘추크에서 이름을 딴 크레멘추크호의 표면적은 2250km2로 폴타바주, 체르카시주, 키로보흐라드주에 걸쳐 있다. 길이는 149km, 폭은 28km, 평균 수심은 6m다. 크레멘추크호는 주로 관개, 홍수 통제, 어업, 수송을 위해 사용된다. 주요 하항들은 체르카시와 스비틀로포드스크에 있다. 크레멘추크호는 1959년 크레멘추크 수력발전소가 공사됐을 때 형성됐다.